# 威爾明頓比奇 (北卡羅萊納州)
威爾明頓比奇（英語：Wilmington Beach）是位於美國北卡羅萊納州新漢諾威縣的非建制地區，於2000年完全併入卡羅萊納比奇。

## 地理
威爾明頓比奇所處的海拔為高於海平面4米（即13英呎），而該地所採用的時區為UTC-5，即北美东部时区（EST）。同時該地設有夏令時間，為UTC-5調快一小時，即UTC-4（EDT）。